# Bryophila
Bryophila är ett släkte av fjärilar som beskrevs av Georg Friedrich Treitschke 1825. Bryophila ingår i familjen nattflyn, Noctuidae.

## Dottertaxa tillBryophila, i alfabetisk ordning[1][2]
- Bryophila acharista Boursin, 1969
- Bryophila aerumna Culot, 1912
- Bryophila albimixta Sugi, 1980
- Bryophila altivolans Hacker, 1990
- Bryophila amoenissima Turati, 1909
- Bryophila amseli Boursin, 1952
- Bryophila argentacea Bytinski-Salz & Brandt, 1937
- Bryophila barbaria Schawerda, 1934
- Bryophila beigli Hacker, 1990
- Bryophila blepharista Boursin, 1954
  - Bryophila blepharista katiba Rungs, 1972
- Bryophila canosparsa Draudt, 1950
- Bryophila cyanea Boursin, 1969
- Bryophila diachorisma Boursin, 1960
- Bryophila diehli Boursin, 1960
- Bryophila domestica (Hufnagel, 1766), Blekgult lavfly
- Bryophila duseutrei Oberthür, 1922
- Bryophila duskei Christoph, 1892
- Bryophila eberti Boursin, 1961
  - Bryophila eberti eva Boursin, 1963
- Bryophila ereptricula Treitschke, 1825, Vitfläckigt lavfly
- Bryophila eucharista Boursin, 1960
- Bryophila eucta Hampson, 1908
- Bryophila galathea Millière, 1875
- Bryophila gea Schawerda, 1934
- Bryophila gigantea Boursin, 1960
- Bryophila granitalis Butler, 1881
- Bryophila hampsoni Draudt, 1931
- Bryophila hannemanni Boursin, 1961
- Bryophila harithya Wiltshire, 1990
- Bryophila hedygrapha Boursin, 1963
- Bryophila herczigi Hreblay & Ronkay, 1999
- Bryophila icterica Boursin, 1960
  - Bryophila icterica paghmana Boursin, 1963
- Bryophila idonea Christoph, 1892
- Bryophila kautti Hacker
- Bryophila klapperichi Boursin, 1960
- Bryophila labecula Lederer, 1855
- Bryophila literata Moore, 1881
- Bryophila maeonis (Lederer, 1865)
- Bryophila malachitica Steiner, Ronkay & Fibiger, 2009
- Bryophila microglossa (Rambur, 1858)
- Bryophila microphysa Boursin, 1952
- Bryophila miltophaea Hampson, 1908
- Bryophila modesta Moore, 1881
- Bryophila molybdea Boursin, 1960
- Bryophila mongolica Boursin, 1961
- Bryophila occidentalis Osthelder, 1933
- Bryophila ochrophaea Hampson, 1908
- Bryophila omega Gyulai & Ronkay, 2001
- Bryophila omotoi Boursin, 1968
- Bryophila orocharis Boursin, 1944
- Bryophila orthogramma (Boursin, 1954)
- Bryophila paulina Staudinger, 1891
  - Bryophila paulina fuscirena Wiltshire, 1980
  - Bryophila paulina mizbilensis Wiltshire, 1980
- Bryophila pelidna Boursin, 1968
- Bryophila petrea Guenée, 1852
- Bryophila petricolor Lederer, 1870
  - Bryophila petricolor solimana Draudt, 1937
- Bryophila pittawayi (Wiltshire, 1987)
- Bryophila plumbeola Staudinger, 1881
- Bryophila protracta Christoph, 1893
- Bryophila puengeleri Draudt, 1931
- Bryophila pulverosa Warren, 1909
- Bryophila pulverulenta Boursin, 1944
- Bryophila raddei (Boursin, 1953)
- Bryophila raptricula ([Denis & Schiffermüller], 1775), Askgrått lavfly
- Bryophila ravula (Hübner), Gråbrunt lavfly
  - Bryophila ravula ereptriculoides (Boursin, 1952)
  - Bryophila ravula grisescens Oberthür, 1918
  - Bryophila ravula ravulatra Aubert, 1953
- Bryophila ravuloides Boursin, 1954
- Bryophila rectilinea (Warren, 1909)
- Bryophila remanei Heydemann, Schulte & Remane, 1963
- Bryophila rueckbeili Boursin, 1953
- Bryophila salomonis Boursin, 1954
- Bryophila schwingenschussi Boursin, 1954
- Bryophila seladona Christoph, 1885
  - Bryophila seladona burgeffi Draudt, 1931
- Bryophila strobinoi (Dujardin, 1972)
- Bryophila subcyanea Hreblay & Ronkay, 1999
- Bryophila subliterata Filipjev, 1931
- Bryophila tephrocharis (Boursin, 1954)
- Bryophila testouti Boursin, 1944
- Bryophila thamanaea Hampson, 1908
- Bryophila uzahovi Ronkay & Herczig, 1991
- Bryophila vandalusiae Duponchel, 1842
- Bryophila vilis Hampson, 1908
- Bryophila wiltshirei Boursin, 1954
- Bryophila zeta Plante, 1989

## Bildgalleri

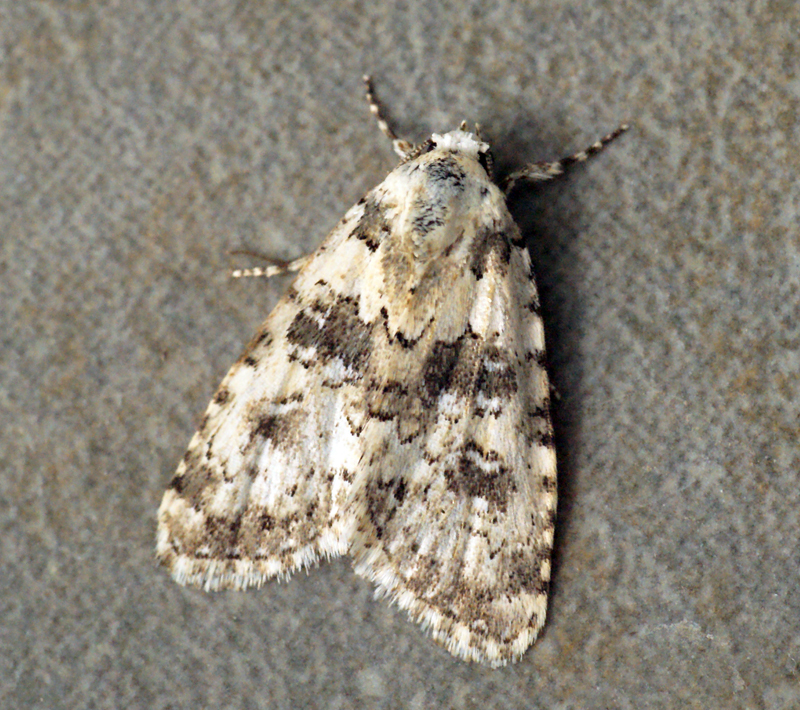
Blekgult lavfly, Bryophila domestica
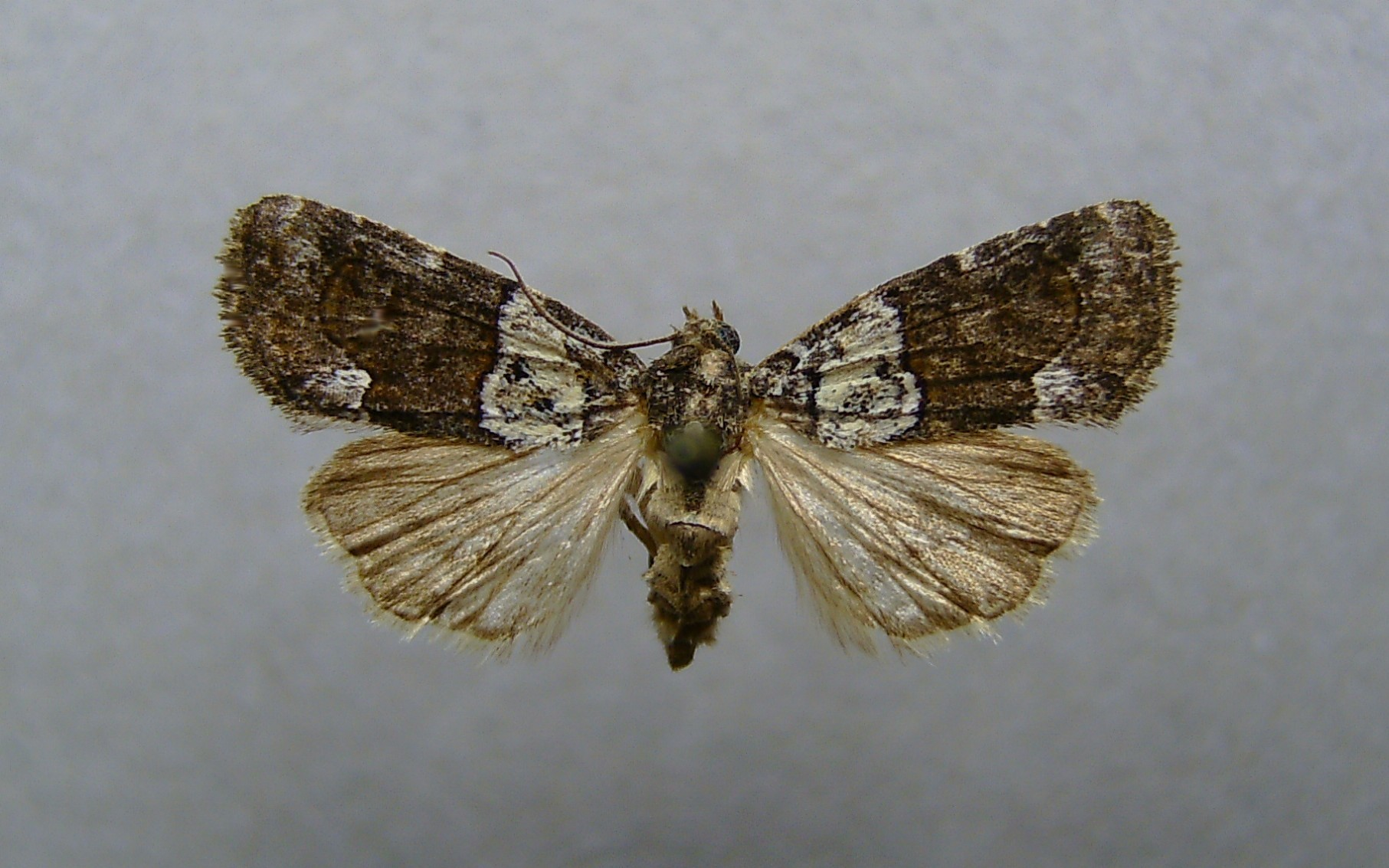
Vitfläckigt lavfly, Bryophila ereptricula
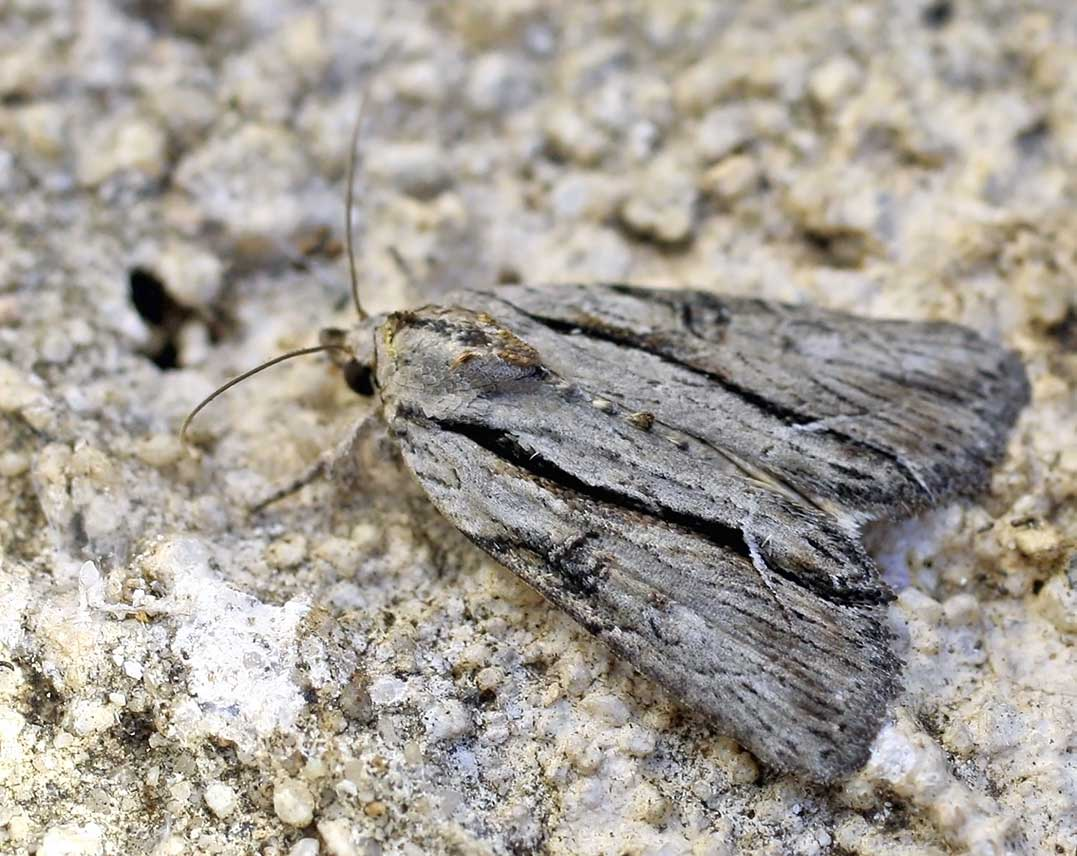
Askgrått lavfly, Bryophila raptricula
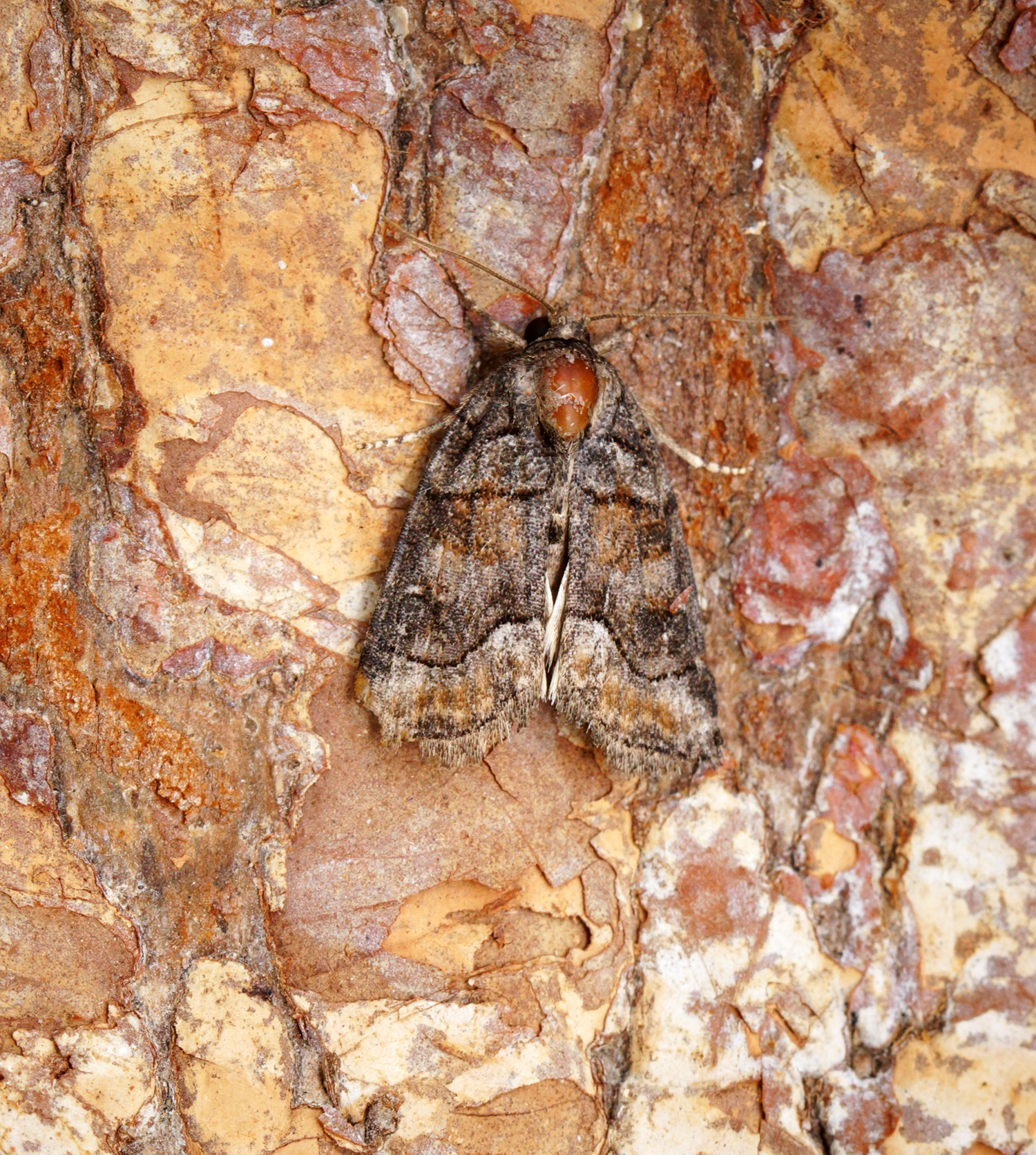
Gråbrunt lavfly, Bryophila ravula
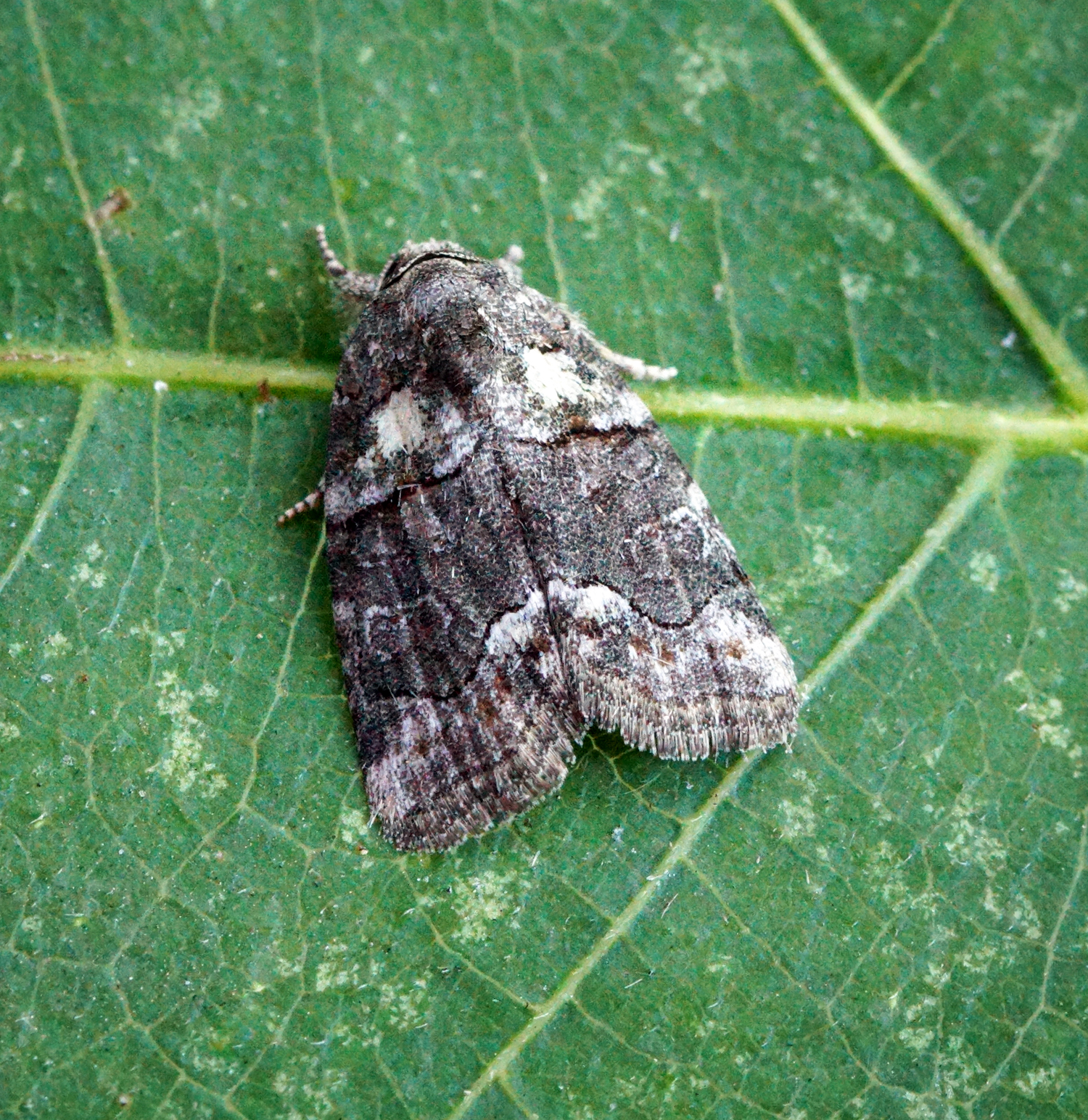
Bryophila rectilinea
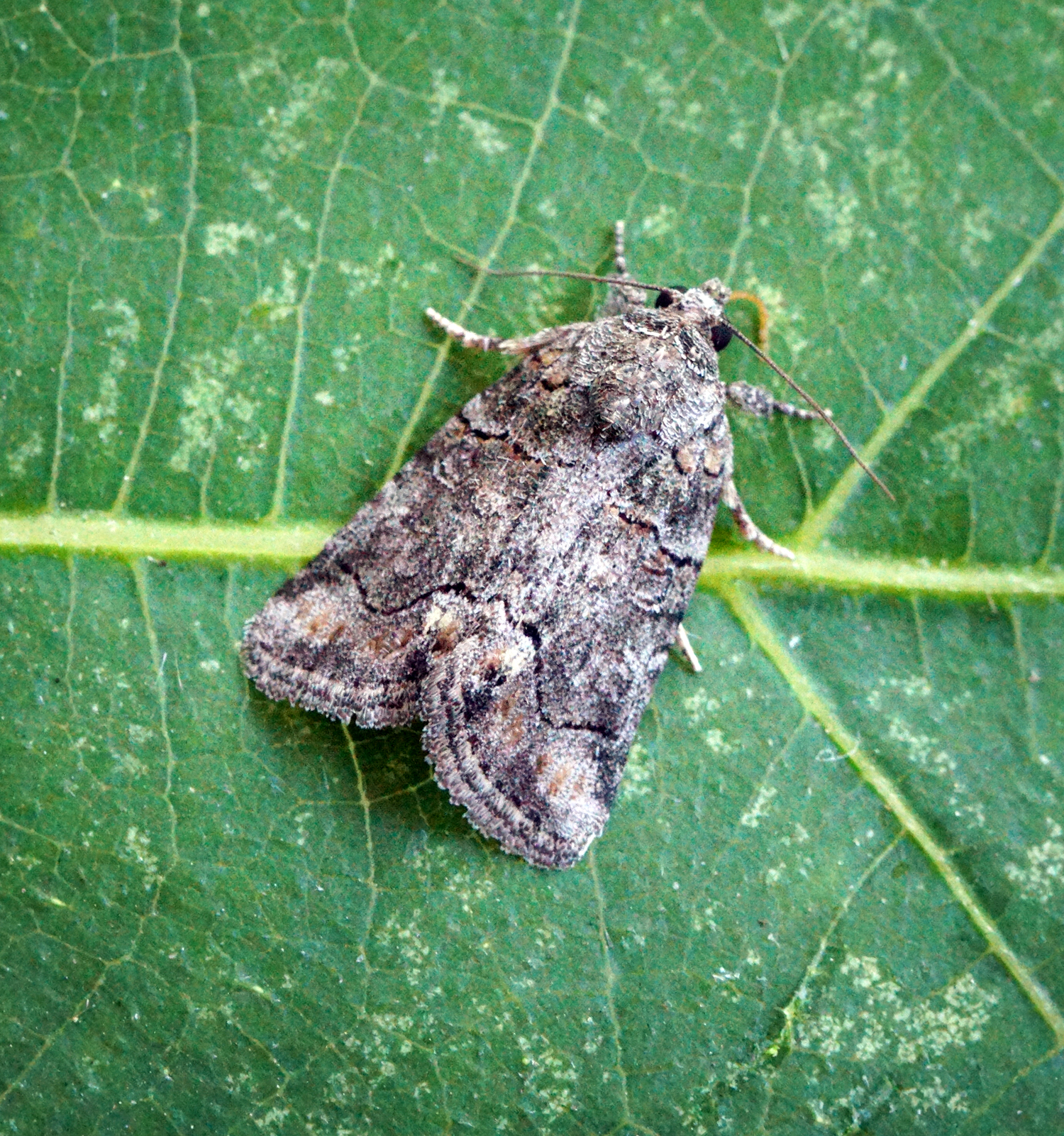
Bryophila vandalusiae